# 송승현
송승현(1992년 8월 21일 ~ )은 대한민국의 전 가수이자 배우이다. 오원빈 탈퇴 후 FT아일랜드에 2009년 2월부터 합류하였다.
2019년에 FT아일랜드를 탈퇴한 후, 4년여 동안 배우로 활동했다.
2024년 2월 15일, 연예계를 은퇴하고 대한민국을 떠난다는 소식을 알렸다.

## 학력
- 서울공연예술고등학교

## 방송
- 2009년 E! TV 아이돌! 막내반란시대
- 2016년 네이버 웹 드라마 수사관 앨리스2
- 2019년 웹 드라마 사랑인가요라 물었고 사랑이라 답하다
- 2022년 TVING 오! 나의 어시님

## 영화
- 2014년 레디 액션 청춘
- 2014년 세상에 믿을 놈 하나 없다 - 이교수 역
- 2022년 고양막걸리사수대작전- 진구 역

## 연극
- 2017년 여도 - 이성 역
- 2018년 여도 - 이성 역
- 2019년 잃어버린 마을 (부제: 동혁이네 포차) - 신재구 역

## 뮤지컬
- 잭 더 리퍼 - 다니엘 역
- 삼총사 - 달타냥 역